# Željko Reiner
Željko Reiner (Zágráb, 1953. május 28.) horvát orvos, politikus, egyetemi tanár, a Horvát Tudományos és Művészeti Akadémia tagja, volt egészségügyi és szociális miniszter, aki függetlenné válása óta a horvát parlament 10. elnöke, összességében pedig 20. elnöke volt, mely tisztséget 2015 decemberétől 2016. októberéig töltötte be.

## Élete és pályafutása

### Orvosi pályafutása
Reiner Zágrábban született 1953. május 28-án. Egy zágrábi általános iskolába, majd a zágrábi klasszikus gimnáziumba járt. 1976-ban szerzett diplomát a Zágrábi Egyetem Orvostudományi Karán. 1978-ban mesteri, 1982-ben doktori fokozatot szerzett. 1979 és 1983 között a zágrábi Irgalmas Nővérek Kórházának és a Hamburg-Eppendorf Egyetemi Orvosi Központ belgyógyász szakorvosa volt. Habilitációját 1984 és 1985 között Oklahoma Cityben szerezte.
Reinert 1986-ban a Zágrábi Egyetem Orvostudományi Karának docensévé, 1988-ban pedig rendes tanárává nevezték ki. 1997-től a belgyógyászat rendes tanára, 2009-től pedig a Fiumei Egyetem rendes tanára volt. 1986-ban a Zágrábi Egyetemi Kórház Központ Orvosi Onkológiai Klinika Klinikai Osztályának főorvosaként dolgozott. Reiner 1995-ig maradt ebben a pozícióban, amikor kinevezték a zágrábi Egyetemi Kórház Központ Belgyógyászati Osztályának vezetőjévé. 2003-ig dolgozott ott, majd 2011-ben ismét kinevezték erre a pozícióra. Ugyanebben a kórházban a Metabolikus Betegségek Intézetének vezetője is volt. 2004 és 2012 között Reiner volt a kórház vezérigazgatója. Vezetése alatt a Zágrábi Egyetemi Kórházközpontot kibővítették és korszerű berendezéseket kapott. Ennek következtében mára másfélszer akkora, mint Reiner érkezése előtt. 1990-től a Horvát Orvostudományi Akadémia tagja, 2004-től 2012-ig pedig az akadémia elnöke volt. 1992-től 2006-ig a Horvát Tudományos és Művészeti Akadémia levelező tagja, 2006-tól rendes tagja és akadémikusa. 2011-ben a Bosznia-Hercegovinai Orvostudományi Akadémia tiszteletbeli tagjává választották. 2000 és 2006 között a Zágrábi Egyetem Orvostudományi Kara Belgyógyászati Tanszékének vezetője volt.

### Tudományos munkássága
Reiner 543 akadémiai tudományos cikket publikált. Több amerikai és európai egyetem vendégprofesszora, számos európai és nemzetközi konferencia előadója, a tudományos bizottság tagja szinte valamennyi európai és nemzetközi érelmeszesedési és kardiológiai konferencián. 1983-tól napjainkig számos tudományos kutatási projekt vezetője volt. Számos nemzetközi folyóirat szerkesztőbizottságának tagja, többek között: a Nature Reviews Cardiology, az Atherosclerosis (folyóirat), a Nutrition, Metabolism & Cardiovascular Diseases és mások. Horvátországban a Liječnički vjesnik (Orvosi hírnök) orvosi folyóirat szerkesztője. A világ leghíresebb tudományos folyóirataiba publikált: The Lancet, European Heart Journal, Annals of Medicine, Fundamental and Clinical Pharmacology, European Journal of Preventive Cardiology, Cardiovascular Drugs and Therapy és mások. Reiner az Európai Szív- és érrendszeri Megelőzési és Rehabilitációs Szövetség (EACPR) igazgatótanácsának tagja, valamint az EACPR Tudományos és Irányelvekkel foglalkozó Bizottságának elnöke volt. A Horvát Érelmeszesedési Társaság alapítója és régóta elnöke, a Horvát Hipertónia Társaság alapítója, a Horvát Elhízás elleni Társaság alapítója és alelnöke. A Horvát Orvosszövetség titkára volt, és tagja a Királyi Társaság új tagjait kiválasztó bizottságnak. Reiner volt az első horvát, aki a 2011-ben kiadott, a dyslipidaemia kezeléséről szóló európai irányelvek fő szerzője volt. Ő a 2007-ben és 2012-ben kiadott, a szív- és érrendszeri betegségek megelőzésére vonatkozó európai irányelvek társszerzője. 1992-től 2000-ig a horvát szövetség elnöke volt. A Gyógyszerügyi Bizottság és a főorvosok kinevezésével foglalkozó bizottság elnöke. Emellett a Dohányzás Elleni Küzdelem Európai Bizottságának elnöke volt (2000–2002), valamint tagja volt a Léon Bernard Alapítvány Díj adományozásával foglalkozó nemzetközi bizottságának.
1995 és 1998 között Reiner az Egészségügyi Világszervezet igazgatótanácsának tagja volt, és ő volt a második horvát, aki ezt a tisztséget viselte. 2012 óta egyike a Nemzetközi Atherosclerosis Társaság 6 igazgatósági tagjának. 30 horvátországi és külföldön kiadott könyv és tankönyv fejezetének szerzője, 26 könyv és kézikönyv szerkesztője, több alap- és posztgraduális képzés vezetője volt. 2006-tól a Zágrábi Egyetemi Tanács tagja. Reiner 1993 és 1998 között az egészségügyi és szociális miniszter helyettese, 1998 és 2000 között miniszter volt.

### Politikai pályafutása
Reiner a Horvát Demokratikus Közösség tagja. 2008-ban a horvát parlament Egészségügyi és Jóléti Bizottsága tagjává választották. 2011 és 2012 között a horvát parlament Tudományos, Oktatási és Kulturális Bizottságának alelnöke volt. A Parlamentben tagja a Parlamentközi Együttműködés elnökségi testületének, valamint a Közép-európai Kezdeményezés Parlamenti tagozata delegációjának helyettes tagja.
2012-től 2015. december 28-ig a parlament alelnöke volt. 2015. december 28-án 88 igen szavazattal, 62 tartózkodás mellett és 1 nem szavazattal választották meg a horvát parlament új elnökévé. 2016. október 14-én köszönt le hivataláról, ekkor Božo Petrov lett az utóda. Az országgyűlés ugyanezen az ülésszakán azonban ismét Reinert választották a kormányzó parlamenti többség soraiból alelnöknek.
A parlament alelnökeként a 2018-as NATO-csúcstalálkozón résztvevő Kolinda Grabar-Kitarović köztársasági elnök és a 2018-as Labdarúgó Világkupán részt vevő Gordan Jandroković, az országgyűlés elnöke egyidejű távolléte miatt 2018. július 11-én Reiner vette át ideiglenesen a Horvát Köztársaság elnöki tisztségét és feladatait. Horvátország alkotmánya ugyanis lehetővé teszi a köztársasági elnök számára, hogy távolléte, betegsége vagy cselekvőképtelensége idején a köztársasági elnök hatáskörét és feladatait ideiglenesen az országgyűlés elnökére ruházza át. Mivel azonban sem az országgyűlés elnöke, sem a másik két arra jogosult alelnök, Milijan Brkić (HDZ) és Furio Radin (olasz nemzetiségi kisebbség) sem tartózkodott az országban, Reiner maradt az egyetlen lehetséges választás az államfői feladatok ellátására. Miután Jandroković másnap visszatért Horvátországba, az elnöki hatáskörök visszaszálltak a házelnökre.
Reiner a horvát függetlenségi háborúban annak kezdete óta önkéntesként vett részt. Kezdetben az oktatási és képzési feladatokat ellátó egészségügyi parancsnokság tagja és első parancsnokhelyettese, később az egészségügyi személyzet parancsnoka volt. Reiner katonai rangja szerint a horvát hadsereg tartalékos ezredese.

## Kitüntetései
- Trpimir fejedelem rend,
- Jelačić bán rend,
- Horvát Hajnalcsillag rend,
- Horvát lóhererend,
- Horvát átlapolási érdemrend,
- Haza háborús emlékérem,
- Villám hadműveletben való részvételért kitüntetés,
- Vihar hadműveletben való részvételért kitüntetés,
- '95 nyár hadműveletben való részvételért kitüntetés
- „Vukovár” emlékérem.
- 2007-ben Korčula díszpolgára lett
- 2011-ben elnyerte a „Ladislav Rakovac” díjat és Zágráb város díját.[1]

## Fordítás
Ez a szócikk részben vagy egészben  a(z)   Željko Reiner című angol Wikipédia-szócikk ezen változatának fordításán alapul.  Az eredeti cikk szerkesztőit annak laptörténete sorolja fel. Ez a jelzés csupán a megfogalmazás eredetét és a szerzői jogokat jelzi, nem szolgál a cikkben szereplő információk forrásmegjelöléseként.